# Fußball-Weltmeisterschaft 1966/Schweiz
Dieser Artikel behandelt die Schweizer Nationalmannschaft bei der Fussball-Weltmeisterschaft 1966.

## Qualifikation
Die Schweiz musste in der Qualifikationsgruppe 5 zur WM 1966 gegen Nordirland, Albanien und die Niederlande antreten.
Vor der Qualifikation waren die Schweizer in einem Leistungstief. Seit der WM 1962 gewannen sie lediglich ein Spiel (2:0 gegen Belgien), bei neun Niederlagen und zwei Unentschieden. Auch das Spielsystem wurde umgestellt, der von Nationaltrainer Karl Rappan entwickelte Schweizer Riegel wurde zu Gunsten einer offensiveren Taktik aufgegeben. Nach dem Ausscheiden Rappans Ende 1963 wurden zwar die Spiele torreicher, aber die Schweizer kassierten zumeist noch mehr Gegentore und die Spiele gingen ebenfalls verloren. Durch die Verpflichtung des Italieners Alfredo Foni versuchte man zu den alten Gepflogenheiten zurückzukehren.
Fonis Start in der Schweizer Nationalmannschaft war dabei äusserst unglücklich: Das erste Länderspiel unter seiner Leitung ging am 1. Juli 1964 gegen Norwegen mit 2:3 verloren und auch das zweite Testspiel drei Monate später gegen Ungarn endete mit einer Pleite für die Schweizer Elf.
In die Qualifikation starteten die Schweizer daher eher als Aussenseiter gegenüber den Niederländern und Nordiren, die stärker eingeschätzt wurden.
Diese Meinung wurde auch beim ersten Qualifikationsspiel gegen Nordirland bestätigt. Die von Foni umgebaute Mannschaft, der nur noch in der Verteidigung auf erfahrene Leute setzte, verlor gegen die Nordiren zehn Tage nach der Niederlage gegen Ungarn mit 0:1. Einziger Torschütze war Johnny Crossan von Manchester City, der einen von dem erst 19-jährigen George Best herausgeholten Elfmeter verwandelte.
Damit verlor Foni seine ersten drei Partien im Amt des Schweizer Nationaltrainers. Genau einen Monat nach dem Spiel in Belfast folgte das Rückspiel am 14. November 1964 gegen die Nordiren in Lausanne. Foni stellte im Sturm drei neue Leute auf, darunter mit René-Pierre Quentin und Georges Vuilleumier zwei Debütanten. Mit einer recht offensiven 4-2-4-Taktik versuchten die Schweizer die Niederlage aus dem Hinspiel zu kompensieren, denn im Falle einer Niederlage wäre die WM-Qualifikation bereits nach zwei Spieltagen nahezu unerreichbar geworden.
Das Spiel begann alles andere als gut für die Schweizer Elf. Nach einem Ballverlust des Neulings Vuilleumier konnte George Best, der bereits damals ein Leistungsträger seiner Mannschaft war, die aufgerückte Verteidigung umgehen und unhaltbar für Torhüter Karl Elsener zum 1:0 einschiessen. Der Rückstand war für die Eidgenossen wie ein Weckruf. Eine Flanke von Vuilleumier konnte Quentin in der 28. Minute per Kopf zum 1:1-Ausgleich verwerten. Nur sieben Minuten später fand eine Flanke von Quentin Jakob Kuhn, der ebenfalls per Kopf erfolgreich abschliessen konnte und somit die Schweiz in Führung brachte. Diesen Spielstand konnten die Schweizer über die 90 Minuten sichern und standen somit nach zwei absolvierten Partien mit 2:2 Punkten da. An den nächsten beiden Spieltagen war mit Albanien ein WM-Neuling und krasser Aussenseiter der Gruppe 5 der Gegner.
Die Schweiz bereitet sich auf das Treffen gegen die Albaner im italienischen Coverciano vor. Bereits vor der Partie gegen die Südosteuropäer gab es Komplikationen. So musste das Flugzeug der Schweizer kurz vor der Landung in Tirana wegen der einbrechenden Dämmerung umdrehen und in Dubrovnik zwischenlanden, da in Tirana nachts kein Flugverkehr erlaubt war. Auch mit den Bällen der Albaner, die aus chinesischer Produktion stammten, waren die Schweizer nicht zufrieden. Die Albaner ihrerseits erklärten den Schweizern bis Spielende den „Kriegszustand“. Im Spiel selber gab es unzählige Fouls, die keinen Spielfluss zuliessen. Die Schweiz gewann am Ende durch ein Tor von Quentin und einen verwandelten Foulelfmeter von Kuhn in der Nachspielzeit der zweiten Hälfte mit 2:0. Die Albaner hatten zwar mehr Spielanteile, konnten aus diesen allerdings keinen Nutzen ziehen und verloren so gegen cleverere Schweizer, die allerdings härter um diesen Sieg kämpfen mussten als erwartet.
Für das drei Wochen später stattfindende Rückspiel berief Foni den in Nürnberg spielenden Rolf Wüthrich in den Kader der Nationalmannschaft. Wüthrich galt als körperlich ungemein starker Spieler. Der gelernte Mittelstürmer kam in diesem Spiel im Mittelfeld zum Einsatz und sollte den rustikal spielenden Albanern Paroli bieten. Die Schweiz entschied auch dieses Spiel für sich. Allerdings gelang den Eidgenossen der einzige Treffer des Tages nach einem zweifelhaften Foul an Wüthrich lediglich per Foulelfmeter. Kuhn war erneut der Schütze, der die Punkte gegen den „Fussballzwerg“ sicherte. Somit hatten die Schweizer nach vier von sechs Spielen 6:2 Punkte auf dem Konto. Für die letzten beiden Partien hiess der Gegner nun Niederlande.
Für das erste Spiel gegen die Niederlande in Amsterdam bereitete sich die Schweizer Mannschaft in der Duisburger Sportschule vor. Vor 57.000 Zuschauern, darunter 2.000 mitgereiste Schweizer, trennten sich beide Mannschaften 0:0. Beide Abwehrreihen standen die komplette Partie über sehr sicher, wobei aber auch die offensiven Reihen sehr ideenarm agierten. Dadurch entstand vor den abschliessenden Gruppenspielen folgendes Bild: Auf Platz 1 befanden sich Nordirland und die Schweiz mit jeweils 7:3 Punkten, dahinter die Niederlande mit 6:4, während die Albaner mit 0:10 Punkten bislang ohne jeglichen Erfolg an der Qualifikationsrunde teilnahmen.
Das letzte Gruppenspiel der Schweiz fand am 14. November 1965 im Berner Wankdorfstadion statt. Bei den Niederländern wurden nach dem torlosen Unentschieden gegen die Schweiz einige Spieler von Presse und Teamkollegen kritisiert, sie würden nicht den nötigen Einsatz in der Nationalmannschaft zeigen. Auf Grund dieser Kritik traten einige Spieler zurück, weshalb die niederländische Elf auf fünf Positionen umgestellt wurde. Bei den Schweizern gab es drei Umstellungen, unter anderem kam der ebenfalls bei Nürnberg spielende Anton Allemann zum Einsatz.
Die erste Halbzeit dominierte die Schweiz vor 57.000 Zuschauern. Bereits nach zehn Minuten gelang den Gastgebern nach Vorlage von Kuhn durch Robert Hosp die verdiente Führung. Bis zur Halbzeit blieb es bei diesem Ergebnis, wobei die Eidgenossen noch einige gute Chancen hatten, um die Führung auszubauen. Kurz nach der Pause zog sich Heinz Bäni eine blutende Kopfwunde zu, wodurch die Schweizer zu zehnt das Spiel fortsetzen mussten. Während dieser Unterzahl fiel der überraschende Ausgleich. Eine Flanke von Sjaak Swart konnte Elsener nicht entscheidend abwehren und Piet Kruiver brachte den Ball zum 1:1-Ausgleich im Netz unter. Für Bäni kam, nachdem er nochmals aufs Spielfeld zurückgekehrt war, in der 63. Minute das endgültige Aus, da sich bei ihm Anzeichen einer Gehirnerschütterung zeigten. Die Schweizer mussten dadurch das Spiel in Unterzahl fortführen (Auswechslungen waren bei Weltmeisterschaftsturnieren erstmals 1970 erlaubt). Die zehn Schweizer versuchten, nachdem sie in der ersten Hälfte noch dominiert hatten, das 1:1 über die Zeit zu retten. In der 88. Minute stiess Werner Leimgruber mit einem Solo in die gegnerische Hälfte vor und passte am Sechzehnmeterraum auf den Nürnberger Allemann, der bis dahin einer der schwächsten Spieler des Tages war, aber nun den Ball zum kaum für möglich gehaltenen 2:1-Sieg ins Tor beförderte.
Damit hatte die Schweiz zumindest ein Entscheidungsspiel gegen Nordirland bereits sicher, da bei Punktgleichheit auf das Torverhältnis kein Wert gelegt wurde. Die Nordiren mussten zehn Tage später bei den bislang punktlosen Albanern antreten. Trotz einer 1:0-Führung nach einer Stunde konnten die Nordiren das Spiel nicht für sich entscheiden. Am Ende trennten sich die beiden Teams 1:1 und die Schweiz war durch die Schützenhilfe Albaniens das bereits sechste Mal für eine WM-Endrunde qualifiziert.
| Nordirland  | - | Schweiz     | 1:0 (0:0) |
| Schweiz     | - | Nordirland  | 2:1 (2:1) |
| Albanien    | - | Schweiz     | 0:2 (0:1) |
| Schweiz     | - | Albanien    | 1:0 (1:0) |
| Niederlande | - | Schweiz     | 0:0       |
| Schweiz     | - | Niederlande | 2:1 (1:0) |

## Schweizer Aufgebot
| Nummer / Name | Nummer / Name            | Damaliger Verein     | Geburtstag | Sp.      | Tor      | Rot      |          |          |
| Torhüter      | Torhüter                 | Torhüter             | Torhüter   | Torhüter | Torhüter | Torhüter | Torhüter | Torhüter |
| ------------- | ------------------------ | -------------------- | ---------- | -------- | -------- | -------- | -------- | -------- |
| 12            | Léo Eichmann             | FC La Chaux-de-Fonds | 24.12.1936 | 1        | 0        | 0        |          |          |
| 1             | Karl Elsener             | Lausanne-Sports      | 13.08.1934 | 2        | 0        | 0        |          |          |
| 22            | Mario Prosperi           | FC Lugano            | 04.08.1945 | 0        | 0        | 0        |          |          |
| Abwehr        |                          |                      |            |          |          |          |          |          |
| 5             | René Brodmann            | FC Zürich            | 25.10.1933 | 2        | 0        | 0        |          |          |
| 7             | Hansruedi Fuhrer         | Young Boys Bern      | 24.12.1937 | 3        | 0        | 0        |          |          |
| 9             | André Grobéty            | Lausanne-Sports      | 22.06.1933 | 1        | 0        | 0        |          |          |
| 14            | Werner Leimgruber        | FC Zürich            | 02.09.1934 | 1        | 0        | 0        |          |          |
| 18            | Heinz Schneiter          | Young Boys Bern      | 12.04.1935 | 1        | 0        | 0        |          |          |
| 19            | Xavier Stierli           | FC Zürich            | 29.10.1940 | 2        | 0        | 0        |          |          |
| 20            | Ely Tacchella            | Lausanne-Sports      | 25.05.1936 | 1        | 0        | 0        |          |          |
| Mittelfeld    |                          |                      |            |          |          |          |          |          |
| 3             | Kurt Armbruster          | Lausanne-Sports      | 16.09.1934 | 2        | 0        | 0        |          |          |
| 4             | Heinz Bäni               | FC Zürich            | 18.11.1936 | 3        | 0        | 0        |          |          |
| 6             | Richard Dürr             | Lausanne-Sports      | 01.12.1938 | 1        | 0        | 0        |          |          |
| 11            | Jakob Kuhn               | FC Zürich            | 12.10.1943 | 2        | 0        | 0        |          |          |
| Angriff       |                          |                      |            |          |          |          |          |          |
| 2             | Willy Allemann           | FC Grenchen          | 10.06.1942 | 0        | 0        | 0        |          |          |
| 8             | Vittore Gottardi         | FC Lugano            | 24.09.1941 | 2        | 0        | 0        |          |          |
| 10            | Robert Hosp              | Lausanne-Sports      | 13.12.1939 | 3        | 0        | 0        |          |          |
| 13            | Fritz Künzli             | FC Zürich            | 08.01.1946 | 2        | 0        | 0        |          |          |
| 15            | Karl Odermatt            | FC Basel             | 17.12.1942 | 1        | 0        | 0        |          |          |
| 16            | René-Pierre Quentin      | FC Sion              | 05.08.1943 | 2        | 1        | 0        |          |          |
| 17            | Jean-Claude Schindelholz | Servette Genf        | 11.10.1940 | 1        | 0        | 0        |          |          |
| 21            | Georges Vuilleumier      | Lausanne-Sports      | 21.09.1944 | 0        | 0        | 0        |          |          |
| Trainer       |                          |                      |            |          |          |          |          |          |
|               | Alfredo Foni             |                      | 20.01.1911 |          |          |          |          |          |

## Spiele der Schweizer Mannschaft
Die Schweiz spielte in der Vorrundengruppe 2 gegen Argentinien, Spanien und Deutschland. Nach einer 0:5-Auftaktniederlage gegen den nördlichen Nachbarn verlor man auch die beiden nächsten Spiele. Gegen Spanien verschenkte man eine Halbzeitführung, gegen Argentinien konnte man nur bis zur Halbzeitpause das Spiel offen halten. Man schied als Tabellenletzter mit 1:9 Toren und 0:6 Punkten aus dem Turnier aus.
| Vorrunde    |   |         |           |
| Deutschland | – | Schweiz | 5:0 (3:0) |
| Schweiz     | – | Spanien | 1:2 (1:0) |
| Argentinien | – | Schweiz | 2:0 (0:0) |

### Vorrunde

#### Deutschland – Schweiz 5:0 (3:0)
12. Juli 1966 im Hillsborough Stadium, Sheffield
Deutschland: Tilkowski – Höttges, Weber, Schulz, Schnellinger – Haller, Beckenbauer – Brülls, Seeler (Kapitän), Overath, Held – Trainer: Helmut Schön
Schweiz: Elsener – Grobéty, Schneiter (Kapitän), Tacchella, Fuhrer – Bäni, Dürr, Odermatt – Künzli, Hosp, Schindelholz
Zuschauer: 36.000 – Schiedsrichter: Hugh Phillips (Schottland) – Tore: 1:0 Held (15.), 2:0 Haller (20.), 3:0 Beckenbauer (39.), 4:0 Beckenbauer (54.), 5:0 Haller (77., Foulelfmeter)
Wie schon vier Jahre zuvor musste die Schweiz in der Vorrunde gegen die deutsche Elf antreten. Der letzte Vergleich lag ein Jahr zurück, damals behielten die Deutschen in Basel mit 1:0 die Oberhand. Bereits vor dem ersten Gruppenspiel gab es bei den Schweizern Aufregung. Goalie Eichmann, Kuhn und Leimgruber waren am Tag vor dem Auftaktspiel zu spät ins Hotel zurückgekehrt. Foni schloss daraufhin seinen Spielmacher sowie seinen erfahrensten Abwehrspieler aus. Für die beiden rückten Dürr und Tacchella in die Mannschaft.
Beide Teams starteten offensiv ins Spiel, wobei die Schweizer die erste Chance der Partie hatten, als Künzli frei vor Tilkowski auftauchte und dieser den Schuss gerade noch parieren konnte. Nach einer Viertelstunde übernahm immer mehr die deutsche Elf die Initiative. Dem 1:0-Führungstreffer der Deutschen ging ein Pass von Overath auf Held voraus. Dieser stieß über die Außenbahn in den Schweizer Strafraum, sein Schussversuch prallte von Schneiter direkt zu Seeler ab, der ebenfalls Schneiter anschoss, wobei der Ball im Fünfmeterraum wieder zurück zu Held sprang, der aus kurzer Distanz keine Mühe mehr hatte das 1:0 zu erzielen.
Nach dem Führungstreffer wurden die Deutschen immer dominierender. In der 22. Minute lief Haller mit dem Ball am Fuss über den halben Platz, Schneiter liess er dabei ins leere Laufen und versetzte den Schlussmann Elsener, so dass der Spielstand 2:0 für die deutsche Elf lautete. Ein Spielzug des erst 20-jährigen Beckenbauers, der Haller und Seeler in seinen Vorstoß mit einbezog, um dann gekonnt abzuschliessen, brachte in der 40. Minute mit dem 3:0 die Entscheidung. Dennoch ergaben sich die Schweizer nicht in ihr Schicksal, sondern spielten weiter noch vorne, ohne allerdings einen Angriff erfolgreich abschliessen zu können.
Neun Minuten nach der Pause erhöhte Beckenbauer auf 4:0. Der Bayern-Spieler erhielt einen langen Ball aus dem Mittelfeld, liess anschliessend zwei Schweizer Verteidiger stehen und vollendete aus halblinker Position mit der Picke. Den Schlusspunkt setzte Haller, der wie Beckenbauer zweimal traf, per Foulelfmeter. Leimgruber-Ersatz Tacchella brachte Seeler im Strafraum zu Fall, den fälligen Strafstoss verwandelte er problemlos.
Die Schweizer legten damit einen glatten Fehlstart hin, zwar war das 5:0 um einige Tore zu hoch ausgefallen, doch gegen die offensiven Kräfte der Deutschen konnten sich die Schweizer Defensivspieler nicht behaupten. Im Angriff waren die Schweizer zwar bemüht, aber im Abschluss ein ums andere Mal glücklos geblieben.

#### Schweiz – Spanien 1:2 (1:0)
15. Juli 1966 im Hillsborough Stadium, Sheffield
Schweiz: Elsener – Grobéty, Schneiter (Kapitän), Tacchella, Fuhrer – Bäni, Dürr, Odermatt – Künzli, Hosp, Schindelholz
Spanien: Iribar – Sanchís, Reija, Pirri, Gallego – Zoco, Amancio, del Sol – Peiró, Luis Suárez, Gento (Kapitän) – Trainer: José Villalonga
Zuschauer: 32.000 – Schiedsrichter: Tofiq Bəhramov (Sowjetunion) – Tore: 1:0 Quentin (31.), 1:1 Sanchís (57.), 1:2 Amancio (75.)
Nach der deutlichen Auftaktniederlage veränderte Alfredo Foni seine Mannschaft auf sieben Positionen. Lediglich das Ausscheiden von Schneiter und Grobéty beruhte auf Verletzungen. Von der Aufstellung gegen Deutschland blieben lediglich Elsener, Bäni, Hosp und Fuhrer übrig.
Für die Schweizer war vor dem Spiel klar, dass sie im Falle einer Niederlage wie bereits 1962 in Chile nach zwei Spieltagen aus dem Turnier ausgeschieden wären. Dennoch kamen die ersten Angriffe von den Spaniern, die durch Luis Suárez (7.) und Gento (13.) die ersten Torchancen besassen. Die Schweizer spielten verhaltener als noch im ersten Spiel und standen dadurch hinten sicherer. In der Offensive waren sie im Vergleich zum Auftaktspiel mit Kuhn und Quentin deutlich gefährlicher besetzt. Diese beiden Spieler waren dann auch für das 1:0 verantwortlich. Eine Flanke von der rechten Seite fand in Quentin einen dankbaren Abnehmer, der problemlos zur Führung treffen konnte.
Fast bis zur 60. Minute stand die Schweizer Verteidigung sicher. Dann startete Sanchís aus der eigenen Hälfte, liess drei Schweizer stehen, stiess Brodmann etwas regelwidrig im Zweikampf im Sechzehner zur Seite und erzielte den 1:1-Ausgleich. Die Schweizer warteten vergeblich auf den Freistosspfiff des sowjetischen Unparteiischen. Als in der 69. Minute ein zweiter Treffer Quentins aberkannt wurde, da der Linienrichter auf Foulspiel von Gottardi im Strafraum erkannt hatte, fühlten sich die Schweizer vollends ungerecht behandelt. Die Spanier nutzen diese Phase aus, während der vor allem die Verteidigung der Schweizer ihre Linie verlor und immer öfter schlecht aussah. In der 75. Minute gingen die Iberer dann in Führung. Eine Flanke von Gento konnte Amancio per Flugkopfball vollenden. Die Spanier hatten das Spiel in der zweiten Hälfte gedreht, von den Schweizern kam in der Schlussviertelstunde kein Aufbäumen mehr.
Schneiter, der verletzte Kapitän der Schweizer, meinte nach der Partie: „Niemals zuvor waren wir dem ersten Sieg gegen Spanien so nah wie diesmal.“ Doch durch zwei Schiedsrichterentscheidungen und das Einbrechen der Schweizer Verteidigung nach einer Stunde mussten die Eidgenossen auch dieses Mal bereits nach der Vorrunde die Heimreise antreten. Im letzten Gruppenspiel gegen Argentinien ging es damit nur noch um einen ordentlichen und sportlich fairen Abgang.

#### Argentinien – Schweiz 2:0 (0:0)
19. Juli 1966 im Hillsborough Stadium, Sheffield
Argentinien: Roma – Ferreiro, Perfumo, Calics, Marzolini – Rattín (Kapitän), González, Solari – Onega, Artime, Mas – Trainer: Juan Carlos Lorenzo
Schweiz: Eichmann – Fuhrer, Brodmann, Bäni, Stierli – Armbruster, Kuhn (Kapitän) – Gottardi, Hosp, Künzli, Quentin
Zuschauer: 20.000/32.000 – Schiedsrichter: Joaquim Campos (Portugal) – Tore: 1:0 Artime (51.), 2:0 Onega (80.)
Die Argentinier wollten in dieser Partie einen möglichst hohen Sieg erreichen, um die nächste Runde als Gruppensieger zu erreichen und der englischen Mannschaft aus dem Weg zu geben. Dieses Vorhaben mussten die Argentinier nach der ersten Hälfte aufgeben, die torlos geblieben war. Die Schweizer zeigten eine kämpferische Leistung. Aber erneut war es eine Einzelleistung, durch welche die Schweizer einen Gegentreffer hinnehmen mussten. Artime liess drei Schweizer stehen und erzielte mit einem Flachschuss bereits sein drittes Turniertor.
Die Schweizer bäumten sich auch nach dem Rückstand nochmals auf, unbedingt wollte man ein erneutes punktloses Ausscheiden wie in Chile vermeiden, doch ein Schuss von Hosp nach einer Stunde traf nur die Latte. Auf der Gegenseite fiel nach 80 Minuten die Entscheidung. Nach Vorlage von Artime vollstreckte Onega zur 2:0-Vorentscheidung.
Die Zürcher Zeitung Sport schrieb nach dem Ausscheiden: „…Eine Mannschaft wie die unsere kann es sich an einer Weltmeisterschaft nicht leisten, offensiv zu spielen. An Weltmeisterschaften wird nun einmal vorsichtig gespielt. Spielerisch hat unser Team – wenigstens im Felde – nicht schlecht abgeschnitten. Aber Spitzenleute haben wir keine, sicherlich nicht im Angriff. […] Unser Hauptproblem liegt jedoch im Sturm…“.
Erst wieder im Jahre 1994 war die Schweiz bei der Weltmeisterschaftsendrunde vertreten.